# La Taberna Rubi
La Taberna Rubi , fundada en 1861 y situada en la calle Escuderos, un callejón junto a la plaza Mayor y a pocos metros de la Catedral. Parece ser la licencia de bar en activo más antigua de la ciudad.